# Медицина у западној Европи током средњег века
У средњем веку, медицина западне Европе састојала се од мешавине постојећих идеја из антике. У раном средњем веку, након пада Западног римског царства, стандардно медицинско знање се углавном темељило на преживелим грчким и римским текстовима, сачуваним у манастирима и другде. Средњовековна медицина је често погрешно схваћена, сматрана једноликим ставом који се састоји од полагања нада у цркву и Бога да излече све болести, док сама болест постоји као производ судбине, греха и астралних утицаја као физичких узрока. Међутим, нарочито у другој половини средњовековног периода (око 1100–1500), средњовековна медицина је постала формално тело теоријског знања и институционализована је на универзитетима. Средњовековна медицина је болести приписивала не грешном понашању, већ природним узроцима, а грех се повезивао са болешћу само у општијем смислу гледишта да се болест манифестовала у човечанству као резултат његовог палог стања од Бога. Средњовековна медицина је такође препознала да се болести шире са особе на особу, да одређени стилови живота могу изазвати лоше здравље, и да неки људи имају већу предиспозицију за лоше здравље од других.

## Утицаји

### Хипократова медицина
Западна медицинска традиција често своје корене вуче директно из старогрчке цивилизације, слично као и темељи читавог западног друштва. Грци су свакако поставили темеље за западну медицинску праксу, али се много више западне медицине може пратити до Блиског истока, германских и келтских култура. Грчки медицински темељ потиче из збирке списа познатих данас као Хипократов корпус. Остаци Хипократовог корпуса опстају у модерној медицини у облицима попут "Хипократове заклетве" као што је "Не нашкодити".
Хипократов корпус, који се популарно приписује античком грчком лекару познатом као Хипократ, поставља основни приступ здравственој заштити. Антички грчки филозофи су сматрали људско тело као систем који одражава деловање природе, а Хипократ је ово веровање применио на медицину. Тело, као одраз природних сила, садржало је четири елементарна својства изражена код Грка као четири телесна сока. Телесни сокови су представљали ватру, ваздух, земљу и воду кроз својства топлог, хладног, сувог и влажног, респективно. Здравље у људском телу зависило је од одржавања равнотеже ових сокова унутар сваке особе.
Одржавање равнотеже сокова у пацијенту одвијало се на неколико начина. Првобитни преглед био је стандард како би лекар правилно проценио пацијента. Клима у којој пацијент живи, његова уобичајена исхрана и астролошке карте узимале су се у обзир током консултације. Веровало се да небеса утичу на сваку особу на различите начине тако што утичу на елементе повезане са одређеним соковима, што је била важна информација за постављање дијагнозе. Након прегледа, лекар је могао да утврди који је сок у неравнотежи код пацијента и да пропише нову исхрану како би се та равнотежа повратила. Исхрана није укључивала само храну коју треба јести или избегавати, већ и режим вежбања и лекове.
Хипократова медицина је била записана у Хипократовом корпусу, стога се од лекара захтевало да буду писмени. Писани трактати унутар Корпуса су разноврсни, укључујући медицинску доктрину из било ког извора са којим су Грци долазили у контакт. У Александрији у старом Египту, Грци су научили вештину хирургије и дисекције; египатска вештина у овим областима далеко је надмашивала вештине Грка и Римљана због друштвених табуа у вези са поступањем са мртвима. Рани хипократски практичар Херофил бавио се дисекцијом и додао нова знања о људској анатомији у областима људског нервног система, унутрашњег рада ока, разликовања артерија од вена, и коришћења пулса као дијагностичког алата у лечењу. Хирургија и дисекција донеле су много знања о људском телу које су хипократски лекари користили уз своје методе балансирања сокова код пацијената. Комбинација знања о исхрани, хирургији и лековима формирала је темељ медицинског учења на којем ће Гален касније градити своја дела.

### Храмско лечење
На Грке су утицали њихови египатски суседи у погледу медицинске праксе у хирургији и медикацији. Такође су апсорбовали многе народне праксе лечења, укључујући бајалице и лечење сновима. У Хомеровим епским песмама Илијада и Одисеја, грчки богови се наводе као узрок куга или распрострањених болести, и да се те болести могу излечити молитвом њима. Религиозна страна грчке медицинске праксе јасно се манифестује у култу Асклепија, кога је Хомер сматрао великим лекаром и који је деификован у 4. и 3. веку пре нове ере. Стотине храмова посвећених Асклепију основано је широм хеленистичког и Римског царства, у које је долазио небројен број људи тражећи лек. Исцељујуће визије и снови чинили су основу процеса лечења, јер је особа која је тражила лек од Асклепија спавала у посебној спаваоници. Исцељење се дешавало или у сну особе, или се савет из сна могао користити за тражење одговарајућег лечења за болест на другом месту. Након тога, посетилац храма би се купао, приносио молитве и жртве, и добијао друге облике лечења попут лекова, дијететских ограничења и режима вежбања, у складу са хипократском традицијом.

### Паганска и народна медицина
Део медицине у средњем веку имао је своје корене у паганским и народним праксама. Овај утицај је наглашен интеракцијом између хришћанских теолога који су усвојили аспекте паганских и народних пракси и забележили их у својим делима. Праксе које су усвојили хришћански лекари око 2. века нове ере, и њихови ставови према паганским и народним традицијама, одражавали су разумевање ових пракси, посебно хуморализма и биљне медицине.
Пракса медицине у раном средњем веку била је емпиријска и прагматична. Углавном се фокусирала на лечење болести, а не на откривање узрока болести. Често се веровало да је узрок болести натприродан. Ипак, постојали су и секуларни приступи лечењу болести. Људи у средњем веку су разумели медицину усвајањем античке грчке медицинске теорије о соковима. Пошто је било јасно да плодност земље зависи од правилне равнотеже елемената, следило је да исто важи и за тело, унутар којег су различити сокови морали бити у равнотежи. Овај приступ је у великој мери утицао на медицинску теорију током читавог средњег века.
Народна медицина средњег века бавила се употребом биљних лекова за болести. Пракса одржавања лекарских башти препуних разних лековитих биљака била је под утицајем вртова римске антике. Многи рани средњовековни рукописи познати су по томе што садрже практичне описе употребе биљних лекова. Ови текстови, као што је Pseudo-Apuleius, укључивали су илустрације различитих биљака које би Европљани у то време лако могли препознати. Манастири су касније постали центри медицинске праксе у средњем веку и наставили су традицију одржавања лековитих вртова. Ови вртови су постали специјализовани и способни да одржавају биљке са јужне хемисфере, као и биљке током зиме.
Хилдегард из Бингена је пример средњовековног лекара који је, иако образован у класичној грчкој медицини, такође користио лекове из народне медицине. Њено разумевање биљних лекова утицало је на њене коментаре о телесним соковима, а лекови које је описала у свом медицинском тексту Causae et curae били су под утицајем њеног познавања народних третмана болести. У руралном друштву Хилдегардиног времена, већину медицинске неге пружале су жене, уз своје друге кућне послове. Кухиње су биле опскрбљене биљкама и другим супстанцама потребним за народне лекове за многе болести. Causae et curae је илустровао поглед на симбиозу тела и природе, да разумевање природе може информисати медицински третман тела. Међутим, Хилдегарда је задржала веровање да је корен болести нарушен однос између особе и Бога. Много паралела између паганских и хришћанских идеја о болести постојало је током раног средњег века. Хришћански погледи на болест разликовали су се од паганских због фундаменталне разлике у веровању: хришћанско веровање у лични однос са Богом у великој мери је утицало на њихове погледе на медицину.
Доказе о паганском утицају на настајућу хришћанску медицинску праксу пружили су многи истакнути рани хришћански мислиоци, као што су Ориген, Климент Александријски и Августин, који су проучавали природну филозофију и држали се важних аспеката секуларне грчке филозофије који су били у складу са хришћанском мишљу. Они су веровали да је вера подржана здравом филозофијом супериорнија од просте вере. Класична идеја лекара као несебичног слуге који је морао да подноси непријатне задатке и пружа неопходан, често болан третман, имала је велики утицај на ране хришћанске практичаре. Метафора није била изгубљена за хришћане који су Христа видели као врхунског лекара. Паганска филозофија је раније сматрала да тежња ка врлини не би требало да буде секундарна у односу на телесне бриге. Слично томе, хришћани су сматрали да је, иако је брига о телу важна, она на другом месту у односу на духовне тежње. Однос између вере и телесних болести објашњава зашто су већину средњовековне медицинске праксе обављали хришћански монаси.

### Манастири
Манастири су се развили не само као духовни центри, већ и као центри интелектуалног учења и медицинске праксе. Локације манастира биле су осамљене и дизајниране да буду самоодрживе, што је захтевало да монашки становници производе сопствену храну и брину о својим болесницима. Пре развоја болница, људи из околних градова обраћали су се манастирима за помоћ са својим болесницима.
За лечење болесника користила се комбинација духовног и природног исцељења. Биљни лекови, познати као хербали, заједно са молитвом и другим верским обредима, користили су се у лечењу од стране монаха и монахиња у манастирима. Монаси и монахиње су биљке видели као једно од Божијих створења за природну помоћ која доприноси духовном исцељењу болесне особе. Биљна текстуална традиција се такође развила у средњовековним манастирима. Старији латински текстови о биљкама су превођени и проширивани у манастирима. Монаси и монахиње су реорганизовали старије текстове како би се могли ефикасније користити, додајући на пример садржај како би се информације брже пронашле. Не само да су реорганизовали постојеће текстове, већ су и додавали или уклањали информације. Нове биљке које су се показале корисним или специфичне биљке познате у одређеном географском подручју су додаване. Биљке које су се показале неефикасним су уклањане. Цртежи су такође додавани или модификовани како би читалац могао ефикасно да идентификује биљку. Хербали који су превођени и модификовани у манастирима били су неки од првих медицинских текстова произведених и коришћених у медицинској пракси у средњем веку.... Не само да су се производили текстови о биљкама, већ и други средњовековни текстови који су расправљали о важности телесних сокова. Манастири у средњовековној Европи добили су приступ грчким медицинским делима средином 6. века. Монаси су преводили ова дела на латински, након чега су се постепено ширила по Европи. Монаси попут Арналда из Виланове такође су преводили дела Галена и других класичних грчких научника са арапског на латински током средњег века. Производећи ове текстове и преводећи их на латински, хришћански монаси су истовремено чували класичне грчке медицинске информације и омогућавали њихову употребу европским лекарима. До почетка 1300-их ови преведени радови постали су доступни на средњовековним универзитетима, чинећи основу медицинског образовања.
Хилдегард из Бингена, позната игуманија, писала је о Хипократовој медицини користећи хуморалну теорију и како равнотежа и неравнотежа елемената утичу на здравље појединца, заједно са другим познатим болестима тог времена, и начинима комбиновања молитве и биљака како би се појединац опоравио. Она расправља о различитим симптомима који су били уобичајени и познатим лековима за њих.
Разменом биљних текстова међу манастирима, монаси су постали свесни биљака које би могле бити веома корисне, али се нису налазиле у околини. Монашко свештенство је трговало међусобно или користило комерцијалне начине да дође до страних биљака. Унутар већине манастирских имања постојао је посебан врт намењен биљкама које су биле потребне за лечење болесника. План Санкт Галена приказује посебан врт који треба развити искључиво за лековите биљке. Монаси и монахиње су такође посвећивали велики део свог времена гајењу биљака за које су сматрали да су неопходне у нези болесника. Неке биљке нису биле домаће у локалном подручју и захтевале су посебну негу да би се одржале у животу. Монаси су користили облик науке, оно што бисмо данас сматрали ботаником, да би гајили ове биљке. Стране биљке и биљке за које се сматрало да су веома вредне гајене су у вртовима у непосредној близини манастира како би монашко свештенство имало брз приступ природним лековима.
Медицина у манастирима била је усмерена на помоћ појединцу да се врати у нормално здравствено стање. Способност препознавања симптома и лекова била је примарни фокус. У неким случајевима, препознавање симптома наводило је монашко свештенство да мора узети у обзир узрок болести како би применило решење. Истраживање и експериментални процеси су се континуирано спроводили у манастирима како би се успешно испуниле њихове дужности према Богу да се брину о свим Божјим људима.

### Хришћанско доброчинство
Хришћанска пракса и ставови према медицини ослањали су се на блискоисточне (посебно од локалних Јевреја) и грчке утицаје. Јевреји су своју дужност да се брину о својим сународницима схватали озбиљно. Ова дужност се проширивала на смештај и медицинско лечење ходочасника у храм у Јерусалиму. Привремена медицинска помоћ пружана је у класичној Грчкој посетиоцима фестивала, а традиција се проширила кроз Римско царство, посебно након што је хришћанство постало државна религија пре пада царства. У раном средњовековном периоду, болнице, сиротишта, хостели и домови за сирочад почели су да се шире са Блиског истока, свака са намером да помогне најугроженијима.
Доброчинство, покретачки принцип иза ових лечилишних центара, подстицало је ране хришћане да се брину о другима. Градови Јерусалим, Константинопољ и Антиохија имали су неке од најранијих и најсложенијих болница, са много кревета за смештај пацијената и особљем лекара са настајућим специјалностима. Неке болнице су биле довољно велике да пруже образовање из медицине, хирургије и неге пацијената. Свети Василије (330–79. н.е.) тврдио је да је Бог ставио лекове на Земљу за људску употребу, док су се многи рани црквени оци сложили да се Хипократова медицина може користити за лечење болесника и задовољавање добротворне потребе да се помогне другима.

### Медицина
Средњовековна европска медицина постала је развијенија током ренесансе 12. века, када су многи медицински текстови како о старогрчкој медицини тако и о исламској медицини преведени са старогрчког и арапског током 13. века. Најутицајнији међу овим текстовима био је Авиценин Канон медицине, медицинска енциклопедија написана око 1030. године која је сажимала медицину грчких, индијских и муслиманских лекара до тог времена. Канон је постао ауторитативни текст у европском медицинском образовању све до раног модерног периода. Други утицајни текстови јеврејских аутора укључују Liber pantegni Исака Израелија бен Соломона, док су арапски аутори допринели са De Gradibus Ал-Киндија и Ал-Тасриф Абулкасиса.
У Медицинској школи у Салерну у јужној Италији, медицински текстови из Византије и арапског света (види Медицина у средњовековном исламу) били су лако доступни, преведени са грчког и арапског у оближњем манастирском центру Монте Касино. Салернитански мајстори су постепено успоставили канон списа, познат као ars medicinae (уметност медицине) или articella (мала уметност), који је постао основа европског медицинског образовања током неколико векова.
Током крсташких ратова утицај исламске медицине постао је јачи. Утицај је био обостран и исламски учењаци попут Усаме ибн Мункида такође су описали своје позитивно искуство са европском медицином – он описује европског лекара који успешно лечи инфициране ране сирћетом и препоручује третман за скрофулозу који му је показао неименовани "Франак".

### Класична медицина
Англосаксонски преводи класичних дела попут Диоскоридовог Хербала сачувани су из 10. века, показујући постојаност елемената класичног медицинског знања. Други утицајни преведени медицински текстови у то време укључивали су Хипократов корпус који се приписује Хипократу, и списе Галена.... Гален из Пергама, Грк, био је један од најутицајнијих античких лекара. Гален је описао четири класична симптома запаљења (црвенило, бол, топлота и оток) и много допринео знању о инфективним болестима и фармакологији. Гален је такође открио да вишак течности може некога учинити сангвиничним, флегматичним, колеричним или меланхоличним. Његово анатомско знање о људима било је мањкаво јер се заснивало на дисекцијама животиња, углавном мајмуна, оваца, коза и свиња. Нека од Галенових учења су кочила медицински напредак. Његова теорија, на пример, да крв носи пнеуму, или животни дух, који јој даје црвену боју, заједно са погрешном представом да крв пролази кроз порозни зид између комора срца, одложила је разумевање циркулације и у великој мери обесхрабрила истраживања у физиологији. Његов најважнији рад, међутим, био је у области облика и функције мишића и функције подручја кичмене мождине. Такође се истакао у дијагностици и прогнози. Преко Галена, знање о грчкој медицини пренето је у западни свет преко Арапа. 

### Средњовековна хирургија
Средњовековна хирургија настала је на темељима створеним из староегипатске, грчке и арапске медицине. Пример таквог утицаја био би Гален, најутицајнији практичар хируршких или анатомских пракси које је изводио док је бринуо о гладијаторима у Пергаму. Постигнућа и напредак у медицини које је остварио арапски свет преведени су и стављени на располагање латинском свету. Ово ново богатство знања омогућило је веће интересовање за хирургију.
У Паризу, крајем тринаестог века, сматрало се да су хируршке праксе изузетно неорганизоване, па је париски префект одлучио да ангажује шест најпоузданијих и најискуснијих хирурга да процене рад других хирурга. Појава универзитета омогућила је да хирургија постане дисциплина која се треба учити и преносити другима као уједначена пракса. Универзитет у Падови био је један од "водећих италијанских универзитета у настави медицине, идентификацији и лечењу болести и обољења, специјализован за аутопсије и функционисање тела." Најпрестижнији и најпознатији део универзитета, Анатомски театар у Падови, најстарији је сачувани анатомски театар, у којем су студенти проучавали анатомију посматрајући своје наставнике како изводе јавне дисекције.
Хирургија се формално предавала у Италији иако се у почетку на њу гледало као на нижи облик медицине. Најважнија фигура формалног учења хирургије био је Ги де Шолијак. Он је инсистирао да прави хирург треба да има специфично знање о људском телу, као што су анатомија, храна и исхрана пацијента, и друге болести које су могле утицати на пацијенте. Не само да хирурзи треба да имају знање о телу, већ треба да буду добро упућени и у слободне вештине. На тај начин, хирургија више није сматрана нижом праксом, већ је почела да се поштује и стиче углед и статус.
Током крсташких ратова, једна од дужности хирурга била је да путују по бојном пољу, процењујући ране војника и проглашавајући да ли је војник преминуо. Због овог задатка, хирурзи су били вешти у уклањању врхова стрела из тела својих пацијената. Друга класа хирурга која је постојала били су бербери-хирурзи. Од њих се очекивало не само да могу да изводе формалну хирургију, већ и да буду вешти у шишању косе и подрезивању браде. Неке од хируршких процедура које су обављали биле су пуштање крви и лечење рана од мача и стреле.
Средином четрнаестог века, у Лондону су уведене рестрикције хирурзима у погледу врста повреда које су могли да лече и врста лекова које су могли да преписују или користе, јер се на хирургију и даље гледало као на изузетно опасну процедуру коју треба користити само на одговарајући начин. Неке од рана које су смеле да се третирају биле су спољашње повреде, као што су посекотине коже изазване оштрим предметом, попут мача, бодежа и секире или кућним алатима попут ножева. Током овог времена, такође се очекивало да су хирурзи изузетно упућени у људску анатомију и да ће бити одговорни за све последице настале као резултат процедуре.

## Напредак
Средњи век је значајно допринео медицинском знању. Овај период је садржао напредак у хирургији, медицинској хемији, дисекцијама и практичној медицини. Средњи век је поставио темеље за каснија, значајнија открића. Постојао је спор, али константан напредак у начину на који се медицина проучавала и практиковала. Прешло се од шегртовања до универзитета и од усмених предања до документовања текстова. Најпознатији чувари текстова, не само медицинских, били су манастири. Монаси су били у стању да копирају и ревидирају све медицинске текстове до којих су могли доћи.... Осим документације, средњи век је имао и једну од првих познатих женских лекара, Хилдегард из Бингена. Хилдегард је рођена 1098. године и са четрнаест година ушла је у двоструки манастир Дисибоденберг. Написала је медицински текст Causae et curae, у којем су приказане многе медицинске праксе тог времена. Ова књига је садржала дијагнозу, лечење и прогнозу многих различитих болести. Овај текст баца светло на средњовековне медицинске праксе тог времена. Такође показује огромну количину знања и утицаја на којима је градила. У овом периоду медицина се схватала веома озбиљно, што показују Хилдегардини детаљни описи како изводити медицинске задатке. Описи не значе ништа без свог практичног пандана, а сматра се да је Хилдегард била болничарка у манастиру где је живела. Болничарка је лечила не само друге монахе, већ и ходочаснике, раднике, и сиромашне мушкарце, жене и децу у манастирском хоспицију. Пошто су се манастири налазили у руралним подручјима, болничарка је била одговорна и за негу посекотина, прелома, ишчашења и опекотина. Осим уобичајене медицинске праксе, текст такође наговештава да би млади (попут Хилдегарде) добили практичну обуку од претходне болничарке. Осим рутинске неге, ово такође показује да су биљни лекови, било узгајани или сакупљени, имали значајан утицај на будућност медицине. Ово су били почеци домаће фармације.
Иако су биљке биле главни извор средњовековних лекова, око шеснаестог века медицинска хемија је постала истакнутија. "Медицинска хемија је почела прилагођавањем хемијских процеса припреми лекова". Раније је медицинска хемија окарактерисана било каквом употребом неорганских материјала, али је касније префињена да буде техничкија, попут процеса дестилације. Радови Јована из Рупешисе у алхемији и почеци медицинске хемије препознати су по напретку у хемији. Његови радови на стварању камена мудрости, такође познатог као пета суштина, оно су по чему је постао познат. Углавном су се користиле технике дестилације, и говорило се да ће се достизањем најчистијег облика супстанце пронаћи пета суштина, и ту наступа медицина. Лекови су могли бити јачи јер је сада постојао начин да се уклоне небитне елементи. Ово је отворило многа врата средњовековним лекарима како су се стварали нови, различити лекови. Медицинска хемија је пружила "растуће тело фармаколошке литературе која се бави употребом лекова добијених из минералних извора". Медицинска хемија такође показује употребу алкохола у медицини. Иако ови догађаји нису били огромни скокови за поље, били су утицајни у одређивању тока науке. То је био почетак разликовања између алхемије и хемије.
Средњи век је донео нов начин размишљања и смањење табуа о дисекцијама. Дисекција у медицинске сврхе постала је истакнутија око 1299. године. У то време Италијани су практиковали анатомску дисекцију, а први запис о аутопсији датира из 1286. године. Дисекција је први пут уведена у образовно окружење на универзитету у Болоњи, ради проучавања и подучавања анатомије. Четрнаести век је видео значајно ширење дисекција и аутопсија у Италији, и нису их прихватили само медицински факултети, већ и колеџи за лекаре и хирурге.
Руђер Фругарди из Парме саставио је свој трактат о Хирургији око 1180. године. Између 1250. и 1265. године Теодорик Боргоњони је написао систематски четворотомни трактат о хирургији, Cyrurgia, који је промовисао важне иновације као и ране облике антисептичке праксе у лечењу повреда, и хируршку анестезију користећи мешавину опијата и биљака.
Зборници попут Bald's Leechbook-а (око 900. године), укључују цитате из различитих класичних дела уз локалне народне лекове.

## Теорије медицине
Иако свака од ових теорија има различите корене у различитим културним и верским традицијама, све су биле испреплетене у општем разумевању и пракси медицине. На пример, бенедиктинска игуманија и исцелитељка, Хилдегард из Бингена, тврдила је да су црна жуч и други поремећаји телесних сокова директно узроковани присуством Ђавола и грехом. Други пример фузије различитих медицинских теорија је комбинација хришћанских и прехришћанских идеја о вилењачка стрела (болести узроковане вилењацима или вилама) и њиховим одговарајућим третманима. Идеја да вилењаци узрокују болести била је прехришћанско веровање које се развило у хришћанску идеју о болестима које узрокују демони или ђаволи. Третмани за ову и друге врсте болести одражавали су коегзистенцију хришћанских и прехришћанских или паганских идеја о медицини....

### Телесни сокови
Теорија о телесним соковима потиче из античких медицинских дела и била је прихваћена све до 19. века. Теорија је тврдила да у сваком појединцу постоје четири сока, или главне течности – црна жуч, жута жуч, слуз и крв. Ове течности су производили различити органи у телу и морале су бити у равнотежи да би особа остала здрава. Превише слузи у телу, на пример, изазивало је проблеме са плућима; а тело је покушавало да искашље слуз како би повратило равнотежу. Равнотежа сокова код људи могла се постићи исхраном, лековима и пуштањем крви, користећи пијавице. Пијавице су се обично изгладњивале дан пре примене на пацијента како би се повећала њихова ефикасност. Четири сока су такође била повезана са четири годишња доба; црна жуч са јесени, жута жуч са летом, слуз са зимом и крв са пролећем.
Такође се сматрало да су астролошки знаци зодијака повезани са одређеним соковима. Чак и данас, неки и даље користе речи "колеричан", "сангвиничан", "флегматичан" и "меланхоличан" за описивање личности.

### Хербализам и ботаника
Биљке су се често користиле у мелемима и напицима за лечење разних болести. Које су се биљке користиле у великој мери је зависило од локалне културе и често је имало корене у прехришћанској религији. Успех биљних лекова често се приписивао њиховом деловању на телесне сокове. Употреба биљака се такође ослањала на средњовековну хришћанску доктрина о потписима која је тврдила да је Бог обезбедио неки облик олакшања за сваку болест, и да су те ствари, било животињске, биљне или минералне, носиле ознаку или потпис на себи који је указивао на њихову корисност. На пример, семе шлемице (коришћено као лек за главобољу) може изгледати као минијатурне лобање; а беле пегаве листове плућњака (коришћеног за туберкулозу) подсећају на плућа оболелог пацијента. Веровало се да постоји велики број таквих сличности.
Многи манастири су развили биљне вртове за употребу у производњи биљних лекова, и они су остали део народне медицине, а користили су их и неки професионални лекари. Производиле су се књиге биљних лекова, од којих је једна од најпознатијих велшка, Црвена књига из Хергеста, која датира око 1400. године.
Током раног средњег века, ботаника је доживела драстичне промене у односу на свог античког претходника (грчку праксу). Рани средњовековни трактат на Западу о биљкама познат као Ex herbis femininis у великој мери се заснивао на Диоскоридовом грчком тексту: De materia medica. Ex herbis је био много популарнији у то време јер не само да је био лакши за читање, већ је садржао биљке и њихове лекове који су се односили на регионе јужне Европе, где се ботаника проучавала. Такође је пружао боље медицинске смернице о томе како правити лекове и како их правилно користити. Ова књига је такође била богато илустрована, за разлику од свог претходника, што је чинило праксу ботанике лакшом за разумевање.
Поновно оживљавање ботанике у средњовековном свету догодило се током шеснаестог века. Као део оживљавања класичне медицине, једна од највећих области интересовања била је materia medica: проучавање лековитих супстанци. „Италијански хуманисти у петнаестом веку су повратили и превели античке грчке ботаничке текстове који су били непознати на Западу у средњем веку или релативно занемарени.“ Убрзо након пораста интересовања за ботанику, универзитети попут Падове и Болоње почели су да стварају програме и поља студија; неке од ових пракси укључивале су постављање вртова како би студенти могли да сакупљају и испитују биљке. „Ботаника је такође била област у којој је штампа имала огроман утицај, кроз развој натуралистичких илустрованих хербала.“ Током овог периода, универзитетске праксе су се углавном бавиле филозофским питањима проучавања наука и слободних вештина, „али до шеснаестог века схоластичке расправе о биљкама и ослањање на посредничке зборнике за називе и описе биљака све више су се напуштали у корист директног проучавања оригиналних текстова класичних аутора и напора да се ускладе називи, описи и биљке у природи.“ Ботаничари су проширили своје знање о различитим биљним лековима, семенима, луковицама, употреби осушених и живих биљака кроз континуирану размену омогућену штампом. У медицини шеснаестог века, ботаника је брзо постајала жива и брзо напредујућа дисциплина која је имала широку универзалну привлачност у свету лекара, филозофа и фармацеута.
===Ментални поремећаји===... Они са менталним поремећајима у средњовековној Европи лечени су различитим методама, у зависности од уверења лекара којем би се обратили. Неки лекари тог времена веровали су да натприродне силе попут вештица, демона или поседнутости узрокују менталне поремећаје. Ови лекари су веровали да ће молитве и бајалице, заједно са егзорцизмима, излечити оболеле и ослободити их патње.  Други облик лечења постојао је да би се истерали зли духови из тела пацијента, познат као трепанација. Трепанација је била начин лечења епилепсије отварањем рупе у лобањи бушењем или сечењем. Веровало се да ће сваки зли дух или зли ваздух изаћи из тела кроз рупу и оставити пацијента у миру. Супротно уобичајеном веровању да је већина лекара у средњовековној Европи веровала да су менталне болести узроковане натприродним факторима, верује се да су то били само мањински случајеви везани за дијагнозу и лечење оних који су патили од менталних поремећаја. Већина лекара је веровала да су ови поремећаји узроковани физичким факторима, као што су неисправност органа или неравнотежа телесних сокова. Један од најпознатијих и најчешће навођених примера било је веровање да је вишак црне жучи узрок меланхолије, што би се данас класификовало као шизофренија или велики депресивни поремећај.  Средњовековни лекари су користили различите облике лечења како би покушали да поправе било какве физичке проблеме који су изазивали менталне поремећаје код њихових пацијената. Када се веровало да је узрок поремећаја неравнотежа четири телесна сока, лекари су покушавали да поново успоставе равнотежу у телу. То су чинили комбинацијом еметика, лаксатива и различитих метода пуштања крви, како би уклонили вишак телесних течности.

### Хришћанска интерпретација
Медицина у средњем веку била је укорењена у хришћанству не само кроз ширење медицинских текстова путем монашке традиције, већ и кроз веровања о болести у спрези са медицинским лечењем и теоријом. Хришћанство током средњовековног периода није ни уназадило ни унапредило медицинско знање. Црква је учила да Бог понекад шаље болест као казну, и да у тим случајевима, покајање може довести до опоравка. Ово је довело до праксе покајања и ходочашћа као начина лечења болести. У средњем веку, неки људи нису сматрали медицину професијом погодном за хришћане, јер се болест често сматрала Божјом вољом. Бог је сматран "божанским лекаром" који шаље болест или исцељење у зависности од своје воље. Из хришћанске перспективе, болест се могла видети или као казна од Бога или као патња од демона (или вилењака, видети први пасус под Теорије медицине). Крајњи исцелитељ у овом тумачењу је, наравно, Бог, али су медицински практичари наводили и Библију и хришћанску историју као доказ да људи могу и треба да покушају да лече болести. На пример, Књига лекова из Лорша или Лоршка фармакопеја садржи дугу одбрану медицинске праксе из хришћанске перспективе. Хришћански третмани су се фокусирали на моћ молитве и светих речи, као и на литургијску праксу.
Међутим, многи монашки редови, посебно Бенедиктинци, били су веома укључени у лечење и бригу о болеснима и умирућима. У многим случајевима, грчка филозофија на којој се заснивала рана средњовековна медицина била је компатибилна са хришћанством. Иако је широко распрострањена хришћанска традиција да је болест божанска интервенција као реакција на грех била популарно веровање током средњег века, то није искључивало природне узроке. На пример, сматрало се да је Црна смрт узрокована и божанским и природним пореклом. Сматрало се да је куга казна од Бога за грех, међутим, пошто се веровало да је Бог узрок свих природних феномена, физички узрок куге се такође могао научно објаснити. Једно од шире прихваћених научних објашњења куге била је корупција ваздуха у којој су загађивачи попут труле материје или било чега што је ваздуху давало непријатан мирис узроковали ширење куге.
Хилдегард из Бингена (1098–1179) играла је важну улогу у тумачењу болести кроз Бога и природне узроке путем својих медицинских текстова. Као монахиња, веровала је у моћ Бога и молитве да лече, међутим, такође је препознала да постоје и природни облици лечења путем телесних сокова. Иако су постојали лекови за болести изван молитве, на крају је пацијент био у Божјим рукама. Један специфичан пример овога долази из њеног текста Causae et Curae у којем објашњава праксу пуштања крви:...

Пуштање крви, каже Хилдегарда, треба радити када месец опада, јер тада је "крв ниска" (77:23–25). Мушкарцима треба пуштати крв од дванаесте године (120:32) до осамдесете (121:9), али женама, јер имају више штетних сокова, до стоте године (121:24). За терапеутско пуштање крви, користите вене најближе оболелом делу (122:19); за превентивно пуштање крви, користите велике вене на рукама (121:35–122:11), јер су оне попут великих река чије притоке наводњавају тело (123:6–9, 17–20). 24 Од снажног човека, узмите "количину коју жедна особа може прогутати у једном гутљају" (119:20); од слабог, "количину коју може стати у јаје средње величине" (119:22–23). Након тога, пустите пацијента да се одмара три дана и дајте му неразређено вино (125:30), јер "вино је крв земље" (141:26). Ова крв се може користити за прогнозу; на пример, "ако крв изађе мутна као човеков дах, и ако у њој има црних тачака, и ако око ње постоји воштани слој, онда ће пацијент умрети, осим ако га Бог не врати у живот" (124:20–24).

Манастири су такође били важни у развоју болница током средњег века, где је брига о болесним члановима заједнице била важна обавеза. Ове манастирске болнице нису биле само за монахе који су живели у манастирима, већ и за ходочаснике, посетиоце и околно становништво. Монашка традиција хербала и ботанике утицала је на средњовековну медицину, не само у њиховој стварној медицинској употреби, већ и у њиховим текстуалним традицијама. Текстови о биљној медицини често су преписивани у манастирима од стране монаха, али постоје значајни докази да су ови монаси такође практиковали текстове које су преписивали. Ови текстови су прогресивно модификовани од једне до друге копије, са белешкама и цртежима додаваним у маргине како су монаси учили нове ствари и експериментисали са лековима и биљкама које су књиге пружале. Монашки преводи текстова наставили су да утичу на медицину јер су многи грчки медицински радови преведени на арапски. Када су ови арапски текстови постали доступни, манастири у западној Европи су били у могућности да их преведу, што би заузврат помогло у обликовању и преусмеравању западне медицине у касном средњем веку. Способност ових текстова да се шире из једног манастира или школе у суседне регионе створила је брзу дифузију медицинских текстова широм западне Европе.
Утицај хришћанства наставио се и у каснијим периодима средњег века како се медицинска обука и пракса премештала из манастира у катедралске школе, иако више у сврху општег знања него за обуку професионалних лекара. Проучавање медицине је на крају институционализовано у средњовековним универзитетима. Чак и у универзитетском окружењу, религија је у великој мери диктирала медицинску праксу која се предавала. На пример, дебата о томе када дух напушта тело утицала је на праксу дисекције у универзитетском окружењу. Универзитети на југу веровали су да душа само оживљава тело и напушта га одмах по смрти. Због тога је тело, иако и даље важно, прешло из субјекта у објекат. Међутим, на северу су веровали да је души потребно дуже да напусти тело јер је она била саставни део тела. Иако је медицинска пракса постала професионално и институционализовано поље, аргумент о души у случају дисекције показује да је темељ религије и даље био важан део медицинске мисли у касном средњем веку.

## Медицински универзитети у средњовековној Европи
Медицина није била формална област студија у раном средњовековном добу, али је расла као одговор на ширење преведених грчких и арапских медицинских текстова у 11. веку. Западна Европа је такође доживела економски, популацијски и урбани раст у 12. и 13. веку, што је довело до успона средњовековних медицинских универзитета. Медицинска школа у Салерну сматрана је реномираним извором лекара у 9. и 10. веку, али није била призната као званични медицински универзитет све до 1231. године. Оснивање Универзитета у Болоњи (1088), Паризу (1150), Оксфорду (1167), Монпељеу (1181), Падови (1222) и Љеиди (1297) проширило је почетни рад Салерна широм Европе, и до 13. века, медицинско вођство је прешло на ове новије институције. Упркос важним доприносима Салерна оснивању медицинског курикулума, научници не сматрају Салерно једним од средњовековних медицинских универзитета. То је зато што се формално успостављање медицинског курикулума догодило након опадања сјаја Салерна као центра академске медицине.... Централни концепт средњовековних медицинских универзитета концентрисао се на равнотежу између телесних сокова и "у супстанцама које се користе у терапеутске сврхе". Секундарни концепт курикулума фокусирао се на медицинску астрологију, где се сматрало да небески догађаји утичу на здравље и болест. Медицински курикулум је био осмишљен да обучава практичаре. Наставници медицинских студената често су били успешни лекари, који су практиковали упоредо са предавањем. Курикулум академске медицине био је фундаментално заснован на преведеним текстовима и расправама приписаним Хипократу и Галену, као и на арапским медицинским текстовима. На Медицинском факултету у Монпељеу, професори су 1309. године били обавезни да поседују Галенове књиге које су описивале телесне сокове, De complexionibus, De virtutibus naturalibus, De criticis diebu, како би могли да подучавају студенте о Галеновој медицинској теорији. Преведени радови Хипократа и Галена често су били некомплетни и били су посредовани арапским медицинским текстовима због њихових "независних доприноса лечењу и биљној фармакологији". Иако се анатомија предавала у академској медицини кроз дисекцију лешева, хирургија је била у великој мери независна од медицинских универзитета. Универзитет у Болоњи био је једини универзитет који је додељивао дипломе из хирургије. Академска медицина се такође фокусирала на стварну медицинску праксу где би студенти проучавали појединачне случајеве и посматрали професора како посећује пацијенте.
Потребан број година за стицање лиценце лекара варирао је међу универзитетима. Монпеље је захтевао од студената без магистарске титуле из уметности да заврше три и по године формалног студирања и шест месеци спољне медицинске праксе. Године 1309. курикулум у Монпељеу је промењен на шест година студија и осам месеци спољне медицинске праксе за оне без магистарске титуле из уметности, док су они са магистарском титулом из уметности били подвргнути само петогодишњем студирању са осам месеци спољне медицинске праксе. Универзитет у Болоњи захтевао је три године филозофије, три године астрологије и четири године похађања медицинских предавања.

## Медицински практичари
Чланови верских редова били су главни извори медицинског знања и лекова. Чини се да је било неких контроверзи у вези са прикладношћу медицинске праксе за чланове верских редова. Декрет Другог латеранског сабора из 1139. године саветовао је вернике да избегавају медицину јер је то био добро плаћен посао са вишим друштвеним статусом него што је било примерено за свештенство. Међутим, ова званична политика често није била спровођена у пракси и многи верници су наставили да се баве медицином.
Било је много других медицинских практичара осим свештенства. Академски образовани лекари били су посебно важни у градовима са универзитетима. Медицински факултети на универзитетима имали су истакнуту улогу у дефинисању медицинских цехова и прихваћених пракси, као и потребних квалификација за лекаре. Испод ових универзитетски образованих лекара постојала је читава хијерархија практичара. Wallis предлаже друштвену хијерархију са овим универзитетски образованим лекарима на врху, а затим "учени хирурзи; занатски обучени хирурзи; бербери-хирурзи, који су комбиновали пуштање крви са уклањањем "сувишних ствари" са коже и главе; путујући специјалисти попут зубара и окулиста; емпирици; бабице; свештенство које је пружало добротворне савете и помоћ; и, на крају, обична породица и комшије". Свака од ових група практиковала је медицину у свом својству и доприносила укупној култури медицине....

## Болнички систем
У средњовековном периоду, израз болница обухватао је хостеле за путнике, диспанзере за помоћ сиромашнима, клинике и хирургије за повређене, и домове за слепе, хроме, старије и ментално болесне. Монашке болнице развиле су многе третмане, како терапеутске тако и духовне.
Током тринаестог века изграђен је огроман број болница. Италијански градови били су предводници покрета. Милано је имао не мање од дванаест болница, а Фиренца је до краја четрнаестог века имала око тридесет болница. Неке од ових зграда биле су веома лепе. У Милану је део опште болнице пројектовао Браманте, а други део Микеланђело. Болница у Сијени, изграђена у част Свете Катарине, од тада је позната. Свуда по Европи се ширио овај болнички покрет. Вирхов, велики немачки патолог, у чланку о болницама, показао је да је сваки град у Немачкој са пет хиљада становника имао своју болницу. Он је цео овај болнички покрет повезао са папом Иноћентијем III, и иако је био најмање наклоњен папама, Вирхов се није устручавао да овом понтифику упути изузетно високе похвале за све што је постигао за добробит деце и напаћеног човечанства.
Болнице су почеле да се појављују у великом броју у Француској и Енглеској. Након француског норманског освајања Енглеске, експлозија француских идеала довела је до тога да већина средњовековних манастира развије хоспициј или гостионицу за ходочаснике. Овај хоспициј се на крају развио у оно што данас разумемо као болницу, са разним монасима и лаичким помоћницима који су пружали медицинску негу болесним ходочасницима и жртвама бројних куга и хроничних болести које су погађале средњовековну Западну Европу. Бенџамин Гордон подржава теорију да је болница – какву је познајемо – француски изум, али да је првобитно развијена за изолацију лепрозних и жртава куге, и тек касније модификована да служи ходочасницима.
Захваљујући добро очуваном извештају из 12. века монаха Едмера из Кентерберијске катедрале, постоји одличан опис циља бискупа Ланфранка да успостави и одржава примере ових раних болница:
Али не смем завршити свој рад изостављајући оно што је учинио за сиромашне изван зидина града Кентерберија. Укратко, изградио је пристојну и пространу кућу од камена… за различите потребе и погодности. Поделио је главну зграду на два дела, одредивши један део за мушкарце погођене разним врстама немоћи, а други за жене у лошем здравственом стању. Такође је уредио њихову одећу и дневну храну, именујући слуге и старатеље да предузму све мере како им ништа не би недостајало.

## Каснији развој
Високо средњовековни хирурзи попут Мондина де Луција били су пионири анатомије на европским универзитетима и спроводили су систематске људске дисекције. За разлику од паганског Рима, висока средњовековна Европа није имала потпуну забрану људске дисекције. Међутим, Галенов утицај је и даље био толико преовлађујући да су Мондино и његови савременици покушавали да уклопе своја људска открића у Галенову анатомију.... Током периода Ренесансе од средине 1450-их година па надаље, било је много напретка у медицинској пракси. Италијански Ђироламо Фракасторо (1478–1553) био је први који је предложио да би епидемијске болести могле бити узроковане објектима изван тела који би се могли пренети директним или индиректним контактом.  Он је такође предложио нове третмане за болести попут сифилиса.
Године 1543. фламански научник Андреас Везалијус написао је први комплетан уџбеник о људској анатомији: "De Humani Corporis Fabrica", што значи "О структури људског тела". Много касније, 1628. године, Вилијам Харви је објаснио циркулацију крви кроз тело у венама и артеријама. Раније се сматрало да је крв производ хране и да је апсорбује мишићно ткиво.
Током 16. века, Парацелзус, попут Ђиролама Фракастора, открио је да је болест узрокована агенсима изван тела, као што су бактерије, а не неравнотежом унутар тела.
Француски војни лекар Амброаз Паре, рођен 1510. године, оживео је древну грчку методу подвезивања крвних судова. Након ампутације, уобичајена процедура била је каутеризација отвореног краја ампутираног уда како би се зауставило крварење. Ово се радило загревањем уља, воде или метала и додиривањем ране како би се затворили крвни судови. Паре је такође веровао у превијање рана чистим завојима и мастима, укључујући једну коју је сам направио од јаја, уља ружа и терпентина. Био је први који је дизајнирао вештачке руке и удове за пацијенте након ампутације. На једној од вештачких руку, два пара прстију могла су се померати за једноставне задатке хватања и пуштања, а рука је изгледала савршено природно испод рукавице.
Медицинске катастрофе биле су чешће у касном средњем веку и ренесанси него данас. Током ренесансе, трговачки путеви били су савршено средство за пренос болести. Осам стотина година након Јустинијанове куге, бубонска куга се вратила у Европу. Почевши у Азији, Црна смрт је стигла на Медитеран и у западну Европу 1348. године (вероватно од италијанских трговаца који су бежали од борби на Криму), и убила 25 милиона Европљана за шест година, што је отприлике 1/3 укупног становништва и до 2/3 у најтеже погођеним урбаним подручјима. Пре него што су Монголи напустили кримску Кафу у опсади Кафе, мртва или умирућа тела заражених војника утоварена су на катапулте и лансирана преко зидина Кафе како би заразили оне унутра. Овај инцидент био је један од најранијих познатих примера биолошког ратовања и сматра се извором ширења Црне смрти у Европу.
Куга се више пута враћала да прогони Европу и Медитеран од 14. до 17. века. Значајне касније епидемије укључују италијанску кугу 1629–1631, велику кугу у Севиљи (1647–1652), велику кугу у Лондону (1665–1666), велику кугу у Бечу (1679), велику кугу у Марсеју 1720–1722. и кугу у Москви 1771.
Пре него што су Шпанци открили Нови свет (континенталну Америку), смртоносне инфекције великих богиња, малих богиња и инфлуенце биле су непознате. Домородачки народи Америка нису имали имунитет који су Европљани развили кроз дуг контакт са болестима. Кристифор Колумбо је окончао изолацију Америка 1492. године пловећи под заставом Кастиље, Шпанија. Смртоносне епидемије захватиле су Карибе. Велике богиње су избрисале села за неколико месеци. Острво Хиспаниола имало је популацију од 250.000 домородачких Американаца. 20 година касније, популација је драматично опала на 6.000. 50 година касније, процењено је да је остало око 500 домородачких Американаца. Велике богиње су се затим прошириле на подручје које је данас Мексико, где су помогле у уништавању Астечког царства. У првом веку шпанске владавине у данашњем Мексику, 1500–1600, централни и јужни Американци умирали су у милионима. До 1650. године, већина становништва Нове Шпаније (данас Мексико) је нестала.
Супротно популарном веровању купање и санитација нису изгубљени у Европи са колапсом Римског царства. Купање заправо није изашло из моде у Европи све до убрзо након Ренесансе, замењено тешком употребом парних купатила и парфема, јер се у Европи сматрало да вода може пренети болест у тело кроз кожу. Средњовековне црквене власти веровале су да јавно купање ствара окружење отворено за неморал и болести. Римокатолички званичници су чак забранили јавно купање у неуспешном покушају да зауставе епидемије сифилиса које су харале Европом.

## Медицина на бојном пољу

### Камп и кретање
Да би војска била у доброј борбеној кондицији, мора одржавати здравље својих војника. Један од начина за то је познавање правог места за постављање кампа. Војни кампови нису смели да се постављају у било којој врсти мочварног региона. Мочварна подручја имају тенденцију да имају стајаћу воду, што може привући комарце. Комарци, заузврат, могу пренети смртоносне болести, као што је маларија. Како је било потребно померати камп и трупе, војници су носили ципеле са дебелим ђоном како би спречили хабање стопала. Болести које се преносе водом такође су остале проблем током векова. Када би војници тражили воду, тражили би неки природни извор или друге облике текуће воде. Када би се пронашли извори воде, уклањало би се свако труло дрво или биљни материјал пре него што би се вода користила за пиће. Ако се ови елементи нису могли уклонити, вода би се црпла из другог дела извора. На тај начин су војници имали веће шансе да пију из безбедног извора воде. Тако су бактерије које се преносе водом имале мање шансе да разболе војнике. Један од процеса који се користио за проверу прљаве воде био је да се навлажи фина бела ланена тканина водом и остави да се осуши. Ако би тканина имала било какву мрљу, сматрало би се да је заражена. Ако је тканина била чиста, вода је била здрава и питка. Свежа вода такође помаже у одлагању канализације, као и у нези рана. Стога је извор свеже воде био превентивна мера предузета за борбу против болести и одржавање здравља људи након што су рањени.

### Лекари

#### Хирурзи
У средњовековној Европи друштвени статус хирурга се значајно побољшао јер је њихова стручност била потребна на бојном пољу.   Због великог броја пацијената, ратовање је створило јединствено окружење за учење за ове хирурге. Мртва тела су такође пружала прилику за учење. Лешеви су омогућавали учење кроз практично искуство. Како је ратовање опадало, тако је опадала и потреба за хирурзима. Ово би пратило образац, где би статус хирурга флуктуирао у зависности од тога да ли је рат био активан или не.

#### Прве медицинске школе
Медицинске школе су се такође први пут појавиле у средњовековном периоду. Ово је створило поделу између лекара обучених у учионици и лекара који су свој занат научили кроз праксу. Подела је довела до тога да су лекари обучени у учионици били више цењени и образованији. Упркос томе, и даље је постојао недостатак знања код лекара у војскама. Знање војних лекара се у великој мери стицало кроз искуство из прве руке. У медицинским школама, лекари попут Галена су навођени као крајњи извор знања. Стога је образовање у школама било усмерено на доказивање да су ови антички лекари били у праву. Ово је стварало проблеме јер је средњовековно знање превазилазило знање ових античких лекара. У схоластичком окружењу и даље је постала пракса да се позива на античке лекаре, иначе друге представљене информације нису узимане озбиљно.

#### Ниво неге
Војници који су добијали медицинску помоћ највероватније су је добијали од лекара који није био добро обучен. Поред тога, војник није имао добре шансе да преживи рану која је захтевала специфичан, специјализован или стручан третман. Хирургију је често обављао хирург који ју је познавао као занат. Било је неколико хирурга попут Хенрија де Мондевила, који су били веома вешти и које су запошљавали краљеви попут краља Филипа. Међутим, то није увек било довољно да се спасу животи краљева, јер је краљ Ричард I Лавље Срце умро од рана приликом опсаде Шалија 1199. године због нестручног вађења стреле.

### Лечење рана

#### Вађење стреле
Лечење ране било је и остало најважнији део било које медицине на бојном пољу, јер је то оно што одржава војнике у животу. Као што је и данас тачно на модерном бојном пољу, крварење и шок били су главни узроци смрти. Стога је почетна контрола ова два фактора била од највеће важности у средњовековној медицини. Оружја попут дугог лука широко су се користила током средњовековног периода, што је вађење стрела учинило уобичајеном праксом међу војскама средњовековне Европе. Приликом вађења стреле, требало је следити три смернице. Лекари би прво требало да испитају положај стреле и степен видљивости њених делова, могућност да је отрована, локацију ране и могућност контаминације прљавштином и другим отпацима. Друго правило је било да се извади деликатно и брзо. Треће правило је било зауставити проток крви из ране.
Врхови стрела који су се користили против трупа обично нису били са кукама, већ су били танки и дизајнирани да пробију оклоп попут верижњаче. Иако је овај дизајн могао бити користан јер су ране биле мање, ове стреле су имале већу вероватноћу да се забију у кост, што их је чинило тежим за вађење. Ако би стрела имала куке, то је вађење чинило изазовнијим. Лекари би тада пустили да се рана загноји, чиме би ткиво постало мекше и олакшало вађење стреле.   Након што би војник био рањен, одведен је у пољску болницу где је рана процењена и очишћена, а затим, ако је време дозвољавало, војник је послат у кампску болницу где му је рана коначно затворена и остављена да зарасте.

#### Ране од сечива и ножа
Друга честа повреда биле су оне изазване сечивима. Ако је рана била превише напредна за једноставно шивење и превијање, то би често резултирало ампутацијом уда. Хирурзи на средњовековном бојном пољу су праксу ампутације довели до савршенства. Обично би хирургу требало мање од минута да уклони оштећени уд, и још три до четири минута да заустави крварење. Хирург би прво поставио уд на дрвени блок и везао подвезе изнад и испод места операције. Затим би се меко ткиво пресекло, откривајући кост, која је затим претестерисана. Патрљак би се затим превио и оставио да зарасте. Стопе смртности међу пацијентима са ампутацијом биле су око 39%, а тај број је порастао на отприлике 62% за пацијенте са ампутацијом високо на нози. Идеје о средњовековној хирургији често се у модерним умовима сматрају варварским, јер је наш поглед разводњен сопственим медицинским знањем. Хирургија и медицинска пракса уопште биле су на врхунцу напретка за своје време. Све процедуре су се радиле са намером да се спасу животи, а не да се изазове додатни бол и патња. Брзина процедуре од стране хирурга била је важан фактор, јер је ограничење бола и губитка крви доводило до веће стопе преживљавања међу овим процедурама.
Повреде главних артерија које су изазивале масиван губитак крви обично нису биле лечиве, као што показују докази из археолошких остатака. Ми то знамо јер су ране довољно тешке да пресеку главне артерије остављале урезе на костима које ископавају археолози. Такође се учило да се ране покривају како би се побољшало зарастање. Коришћени су и облици антисептика како би се спречила инфекција. За превијање рана користиле су се разне врсте превијања као што су маст, упијајући превији, паучина, мед, млевене шкољке, глина и терпентин. Неке од ових метода датирају још из римске медицине на бојном пољу.

#### Преломи костију
Опсадае су биле опасно место, јер су преломи костију постали проблем, са војницима који су падали док су се пењали на зидине, међу осталим начинима прелома. Обично су се ломиле дуге кости. Ови преломи су се намештали како би се кости вратиле у исправан положај. Када би се нашле у исправном положају, рана се имобилисала или удлагом или гипсаним калупом. Гипсани калуп (рани гипс) правио се од брашна и беланаца и наносио се на повређено подручје. Обе методе су остављале кост имобилисаном и давале јој шансу да зарасте.

#### Лечење опекотина
Лечење опекотина такође је захтевало специфичан приступ од стране лекара тог времена. То је било због запаљеног уља и стрела или кључале воде, који су се користили у борби. У раним фазама лечења покушавало се спречити стварање пликова. Спречавало се исушивање опекотине коришћењем масти које су се наносиле на опекотину. Ове масти су се обично састојале од сирћета, јаја, ружиног уља, опијума и мноштва различитих биљака. Маст се наносила на захваћено подручје, а затим поново наносила по потреби.

### Примарни извори
- Wallis, Faith, ed. Medieval Medicine: A Reader (2010) excerpt and text search